# Лапуга
Лапу́га — річка в Україні, в межах Шосткинського району Сумської обласлі. Ліва притока Обести (басейн Дніпра).

## Опис
Довжина річки 21 км, площа басейну - 110 км², похил річки - 1,5 м/км. Долина коритоподібна, завглибшки до 40 м, береги місцями круті, обривисті. Річище помірно звивисте. На Лапузі споруджено водосховище Лапуга.

## Розташування
Річка бере початок біля південної околиці села Ходине. Тече переважно на північний захід, у пригирловій частині — на північ. Впадає до Обести на північний захід від смт Шалигине. 
Над річкою розташовані населені пункти: Ходине, Ємадикине, Гудове і смт Шалигине.

## Цікаві факти
- В смт Шалигине неподалік від річки розташована пам'ятка природи місцевого значення «Сім джерел».
- Неподалік від гирла річки розташований Шалигинський заказник.